# 황규연
황규연(黃圭衍, 1975년 11월 8일 ~ )은 대한민국의 전직 씨름 선수이자 현 직장인으로 현대삼호중공업 코끼리씨름단 해체 전까지 팀의 감독과 코치를 역임했으며 현재 현대삼호중공업 총무부 과장으로 재직하고 있다.

## 학력
- 중앙대학교 대학원 석사
- 인제대학교 학사
- 동양고등학교
- 연신중학교
- 서울독산초등학교

## 경력

### 씨름 경력
세경진흥 씨름단(1995년~1997년)
현대중공업 씨름단(1997년~1999년)
삼익파이낸스 씨름단(1999년)
신창건설 코뿔소 씨름단(2000년~2006년)
현대삼호중공업 코끼리 씨름단(2006년~2012년)
현대삼호중공업 코끼리 씨름단 코치(2012년~현재)
백두장사 7회, 천하장사 2회 (2001년, 2009년)
모래판의 귀공자.

## 전적

### 씨름 전적
| 경기일자         | 상대              | 결과 | 내용  | 대회                             |
| ---------------- | ----------------- | ---- | ----- | -------------------------------- |
| 1994년 4월 25일  | 영남대학교 박재영 | 승   | 2대 0 | KBS배 통일장사 씨름대회          |
| 1997년 10월 18일 | 신봉민            | 승   | 2대 1 | 프로씨름 올스타전                |
| 1998년 7월 19일  | 이태현            | 승   | 3대 0 | 민속씨름 올스타전                |
| 1999년 2월 17일  | 이태현            | 승   | 3대 0 | 설날장사 씨름대회                |
| 1999년 6월 19일  | 이태현            | 승   | 3대 2 | 구미장사 씨름대회                |
| 1999년 6월 21일  | 김영현            | 패   | 0대 3 | 구미장사 씨름대회                |
| 2000년 9월 12일  | 김영현            | 패   | 1대 3 | 한가위 추석장사 씨름대회         |
| 2000년 10월 8일  | 김동욱            | 승   | 3대 0 | 백제장사 씨름대회                |
| 2000년 10월 20일 | 김영현            | 승   | 3대 0 | 음성장사 씨름대회                |
| 2001년 6월 17일  | 이태현            | 승   | 3대 2 | 광양장사 씨름대회                |
| 2001년 10월 2일  | 신봉민            | 승   | 3대 1 | 영암장사 씨름대회                |
| 2001년 12월 16일 | 김영현            | 승   | 3대 2 | 울산 천하장사 씨름대회           |
| 2002년 4월 21일  | 윤경호            | 승   | 3대 2 | 익산장사 씨름대회                |
| 2002년 5월 9일   | 이태현            | 패   | 0대 3 | 강진장사 씨름대회                |
| 2002년 8월 22일  | 이태현            | 승   | 2대 0 | 프로씨름 올스타전                |
| 2003년 11월 3일  | 염원준            | 패   | 1대 2 | 뉴욕장사 씨름대회                |
| 2004년 4월 8일   | 이태현            | 승   | 2대 0 | 천안장사 씨름대회                |
| 2006년 9월 20일  | 백성욱(여수시청)  | 승   | 2대 0 | KB국민은행 금산인삼장사씨름대회  |
| 2006년 11월 18일 | 하상록            | 패   | 0대 2 | KB국민은행 영천올스타 씨름대회   |
| 2007년 6월 30일  | 백성욱            | 패   | 0대 1 | 당진체급별장사씨름대회           |
| 2008년 9월 16일  | 윤정수            | 패   | 2대 3 | 2008 허벌라이프 수원추석장사대회 |
| 2008년 10월 25일 | 최병두            | 패   | 1대 3 | 2008 충북 영동 체급별장사대회    |
| 2009년 10월 4일  | 이태현            | 승   | 3대 1 | 진주 추석장사 씨름대회           |
| 2009년 12월 14일 | 이태현            | 승   | 3대 1 | 2009 천하장사 씨름대회           |
| 2012년 10월 1일  | 최병두            | 승   | 3대 0 | 추석장사 씨름대회                |